# Al-Rabwah, Homs
Al-Rabwah (tiếng Ả Rập: الربوة) là một ngôi làng ở Syria thuộc huyện Homs, tỉnh Homs. Theo Cục Thống kê Trung ương Syria, Al-Rabwah có dân số 2.732 người trong cuộc điều tra dân số năm 2004.